# Vítek Vaněček
Vítek Vaněček (* 9. Januar 1996 in Havlíčkův Brod) ist ein tschechischer Eishockeytorwart, der seit Juli 2025 bei den Utah Mammoth aus der National Hockey League (NHL) unter Vertrag steht. Mit den Florida Panthers gewann er in den Playoffs 2025 den Stanley Cup. Zuvor war er in der NHL bereits für die Washington Capitals, die New Jersey Devils und die San Jose Sharks aktiv.

## Karriere

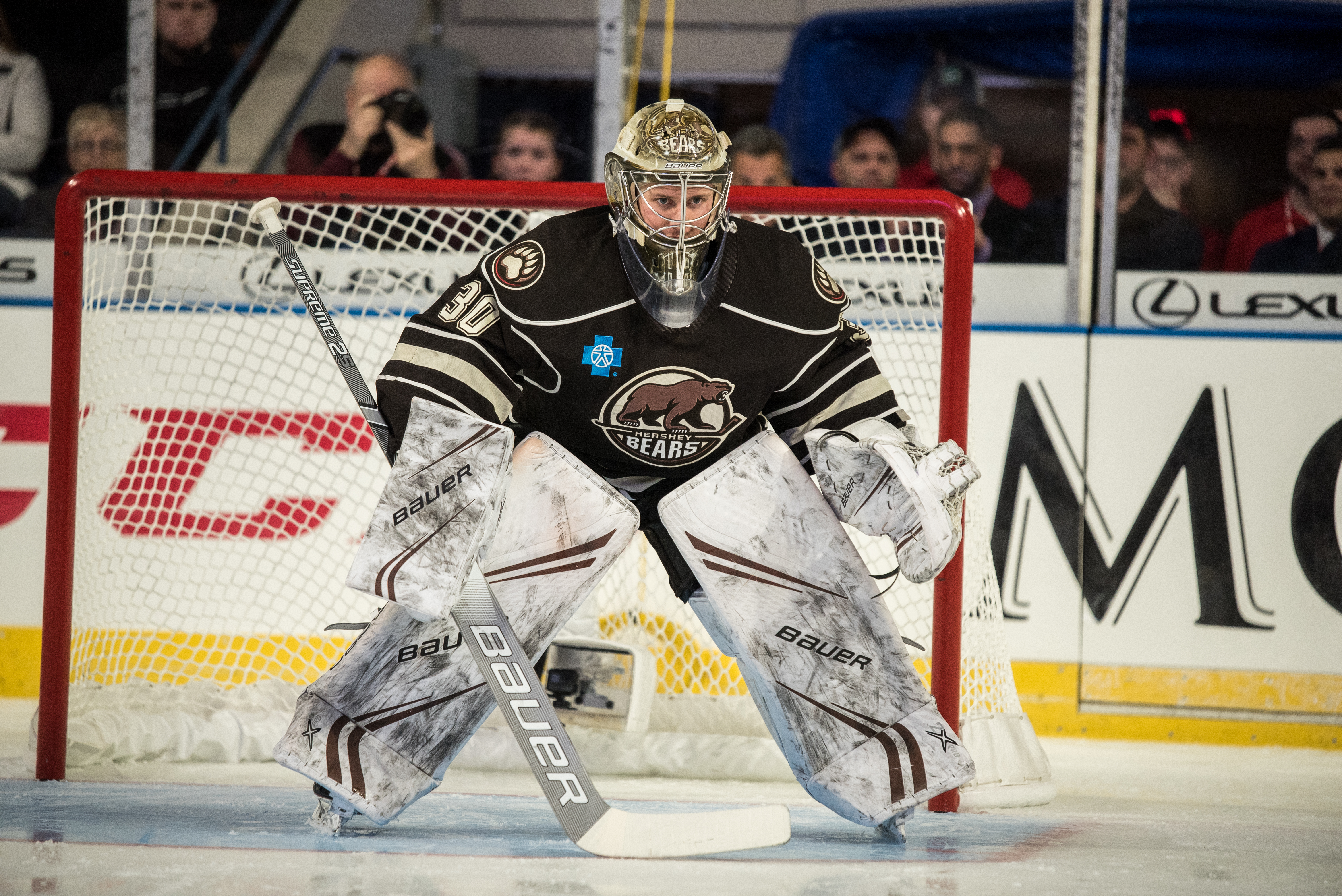
Vaněček im Trikot der Hershey Bears (2019)

Vítek Vaněček wurde in Havlíčkův Brod geboren und durchlief in seinem Heimatort die Jugendabteilungen des HC Havlíčkův Brod. Zur Saison 2013/14 wechselte er zu den Bílí Tygři Liberec und lief fortan für deren U20 in der höchsten tschechischen Juniorenliga auf. Dort beendete er die Spielzeit nach 38 Partien mit einem Gegentorschnitt von 2,64 sowie einer Fangquote von 92,1 %, sodass er im anschließenden NHL Entry Draft 2014 an 39. Position von den Washington Capitals ausgewählt wurde. Diese statteten ihn im Juli 2014 mit einem Einstiegsvertrag aus, bevor er noch ein weiteres Jahr in seiner tschechischen Heimat verbrachte. Dort kam er überwiegend für den HC Benátky nad Jizerou in der zweitklassigen 1. Liga zum Einsatz, hütete jedoch auch erstmals das Tor der Bílí Tygři Liberec in der Extraliga.
Zur Saison 2015/16 wechselte Vaněček in die Organisation der Capitals, die ihn vorerst in ihren Farmteams einsetzten. Nach einem Jahr bei den South Carolina Stingrays in der drittklassigen ECHL, an dessen Ende er ins ECHL All-Rookie Team berufen wurde, etablierte er sich bei den Hershey Bears in der zweitklassigen American Hockey League (AHL). Für die Bears lief er in der Folge vier Jahre lang regelmäßig auf, wobei er in der Saison 2019/20 mit einem Gegentorschnitt von 2,26 sowie einer Fangquote von 91,7 % seine statistisch beste Leistung zeigte. Darüber hinaus vertrat er das Team in den Jahren 2019 und 2020 beim AHL All-Star Classic, während die Capitals seinen auslaufenden Vertrag im Sommer 2019 um drei Jahre verlängerten. In Washington stieg der Tscheche zur Spielzeit 2020/21 zum Backup von Ilja Samsonow auf, nachdem Braden Holtby das Team verlassen hatte und Henrik Lundqvist langfristig ausfiel. Als Samsonow kurz nach Saisonbeginn positiv auf SARS-CoV-2 getestet wurde, kam Vaněček im Januar 2021 nicht nur zu seinem Debüt in der National Hockey League (NHL), sondern auch direkt zu regelmäßiger Einsatzzeit. Dabei überzeugte er derart, dass man ihn als NHL-Rookie des Monats auszeichnete.
Im Juli 2021 endete die Zeit in der US-amerikanischen Hauptstadt zunächst für den tschechischen Schlussmann, da er im NHL Expansion Draft 2021 von den Seattle Kraken ausgewählt wurde. Etwa eine Woche später wurde er jedoch zurück nach Washington transferiert, wofür die Kraken ein Zweitrunden-Wahlrecht im NHL Entry Draft 2023 erhielten. Als sein Vertrag nach der Saison 2021/22 in Washington auslief und er zum Restricted Free Agent wurde, gaben die Capitals die Rechte an ihm im Rahmen des NHL Entry Draft 2022 an die New Jersey Devils ab. Dabei tauschten die Teams ihre Zweitrunden-Wahlrechte, wobei Washington neun Plätze aufstieg und zudem ein weiteres Drittrunden-Wahlrecht in diesem Draft erhielt. Die Devils wiederum statteten den Tschechen wenig später mit einem neuen Dreijahresvertrag aus, der ihm ein durchschnittliches Jahresgehalt von 3,4 Millionen US-Dollar einbringen soll.
Nach knapp eineinhalb Jahren in New Jersey wurde Vaněček jedoch im März 2024 samt einem Siebtrunden-Wahlrecht im NHL Entry Draft 2025 an die San Jose Sharks abgegeben, während im Gegenzug Kaapo Kähkönen zu den Devils wechselte. Bei den Sharks war er bis März 2025 aktiv, als er im Tausch für Patrick Giles zu den Florida Panthers transferiert wurde. Mit diesen gewann er in den Playoffs 2025 den Stanley Cup, ohne dabei allerdings hinter Sergei Bobrowski zum Einsatz zu kommen. Im Juli 2025 unterzeichnete er als Free Agent einen Einjahresvertrag bei den Utah Mammoth.

### International
Vaněček nahm mit der U18-Auswahl seines Heimatlandes am Ivan Hlinka Memorial Tournament 2013 sowie an der U18-Weltmeisterschaft 2014 teil und gewann dabei mit dem Team eine Bronze- sowie eine Silbermedaille. Anschließend gehörte er zum Aufgebot der tschechischen U20-Nationalmannschaft bei den U20-Weltmeisterschaften 2015 und 2016, wobei man die Medaillenränge mit einem sechsten und einem fünften Platz jeweils verpasste.

## Erfolge und Auszeichnungen
- 2016 ECHL All-Rookie Team
- 2019 Teilnahme am AHL All-Star Classic
- 2020 Teilnahme am AHL All-Star Classic
- 2021 NHL-Rookie des Monats Januar
- 2025 Stanley-Cup-Gewinn mit den Florida Panthers

### International
- 2013 Bronzemedaille beim Ivan Hlinka Memorial Tournament
- 2014 Silbermedaille bei der U18-Weltmeisterschaft

## Karrierestatistik
Stand: Ende der Saison 2024/25

### International
Vertrat Tschechien bei:
- Ivan Hlinka Memorial Tournament 2013
- U18-Weltmeisterschaft 2014
- U20-Weltmeisterschaft 2015
- U20-Weltmeisterschaft 2016

(Legende zur Torhüterstatistik: GP oder Sp = Spiele insgesamt; W oder S = Siege; L oder N = Niederlagen; T oder U oder OT = Unentschieden oder Overtime- bzw. Shootout-Niederlage; Min. = Minuten; SOG oder SaT = Schüsse aufs Tor; GA oder GT = Gegentore; SO = Shutouts; GAA oder GTS = Gegentorschnitt; Sv% oder SVS% = Fangquote; EN = Empty Net Goal; 1 Play-downs/Relegation; Kursiv: Statistik nicht vollständig)